# Szklary Górne (gromada)
Szklary Górne – dawna gromada, czyli najmniejsza jednostka podziału terytorialnego Polskiej Rzeczypospolitej Ludowej w latach 1954–1972.
Gromady, z gromadzkimi radami narodowymi (GRN) jako organami władzy najniższego stopnia na wsi, funkcjonowały od reformy reorganizującej administrację wiejską przeprowadzonej jesienią 1954 do momentu ich zniesienia z dniem 1 stycznia 1973, tym samym wypierając organizację gminną w latach 1954–1972.
Gromadę Szklary Górne z siedzibą GRN w Szklarach Górnych utworzono – jako jedną z 8759 gromad na obszarze Polski – w powiecie lubińskim w woj. wrocławskim, na mocy uchwały nr 20/54 WRN we Wrocławiu z dnia 2 października 1954. W skład jednostki weszły obszary dotychczasowych gromad Szklary Górne, Szklary Dolne, Obora i Trzmielów ze zniesionej gminy Szklary Górne w tymże powiecie. Dla gromady ustalono 21 członków gromadzkiej rady narodowej.
31 grudnia 1961 do gromady Szklary Górne włączono wieś Jędrzychów ze zniesionej gromady Jędrzychów w tymże powiecie.
1 stycznia 1969 do gromady Szklary Górne włączono przysiółek Lubków z miasta Lubina w tymże powiecie.
Gromada przetrwała do końca 1972 roku, czyli do kolejnej reformy gminnej.